# باب سيدي بوجيدة
باب سيدي بوجيدة هو من أبواب مدينة فاس التاريخية، وكان يحمل اسما آخر قديم هو باب بني مسافر، وكان يدعى قبل ذلك في أول بنائه {باب أبي سفيان} ولعل تسمية {بني مسافر} تحيل على اسم قبيلة أو عشيرة عربية كانت تستقر بالموضع الذي يتواجد به الباب أو بالقرب منه، فأضيف الباب إليها.
يقع باب سيدي بوجيدة بحي سيدي بوجيدة شرقي المدينة العتيقة لفاس.